# SYBR Green I
SYBR Green I (SG) — асимметричный цианиновый краситель, используемый в молекулярной биологии для окрашивания нуклеиновых кислот. Семейство красителей SYBR производится компанией Molecular Probes Inc., принадлежащей Thermo Fisher Scientific. SYBR Green I связывается с ДНК, полученный комплекс «ДНК-краситель» лучше всего поглощает синий свет с длиной волны 497 нм (λ max = 497 нм) и излучает зелёный свет (λ max = 520 нм). Краситель предпочтительно связывается с двухцепочечной ДНК, но окрашивает одноцепочечную (ss) ДНК с меньшей эффективностью. SYBR Green также может окрашивать РНК с меньшей эффективностью, чем ssДНК.

## Свойства
SYBR green I представляет собой молекулу, которая может присоединяться ко всем типам двухцепочечных нуклеиновых кислот. Это не интеркалирующий агент: по определению интеркалирующий агент — это молекула, которая может помещаться между пластинками, образованными парными основаниями нуклеиновой кислоты; sybr green не подпадает под это определение, поскольку связывается с малой бороздкой ДНК. После фиксации он становится очень хорошим флуорофором. Таким образом, двухцепочечный комплекс ДНК/SYBR green I поглощает синий свет (λmax = 497 Нм) и излучает зелёный свет (λmax = 520 Нм). Агент преимущественно связывается с двухцепочечной ДНК, но также может связываться с одноцепочечной ДНК с меньшими характеристиками и немного иными длинами волн возбуждения и излучения.

## Применение
SYBR Green применяется в нескольких областях биохимии и молекулярной биологии. Он используется в качестве красителя для количественного определения двунитевой ДНК в некоторых методах количественной ПЦР. Он также используется для визуализации ДНК в гель-электрофорезе. Более высокие концентрации SYBR Green можно использовать для окрашивания агарозных гелей с целью визуализации присутствующей в них ДНК. Помимо мечения чистых нуклеиновых кислот SYBR Green также можно использовать для мечения ДНК внутри клеток для проточной цитометрии и флуоресцентной микроскопии. В этих случаях может потребоваться обработка РНКазой для уменьшения фона от РНК в клетках.

## Безопасность
SYBR Green I продается в качестве замены бромистого этидия, потенциального мутагена человека, поскольку с ним безопаснее работать и не возникает сложных проблем утилизации отходов. Однако любая малая молекула, способная связывать ДНК с высоким сродством, является возможным канцерогеном, включая SYBR Green.
В исследовании с использованием теста Эймса, измеряющего способность химических веществ вызывать мутации, при одинаковой концентрации SYBR Green I был примерно в 30 раз менее мутагенным, чем бромид этидия.

## История
Для ясности даты соответствуют первой публикации в этой области, и цитируются только самые ранние авторы, а полные ссылки приведены в разделе Библиография.
- 1975 : изобретение теста на обнаружение мутагенов и канцерогенов Эймсом Б. Н. (пересмотрено в исследовании 1983 года).
- 1992 : первая публикация Rye HS о флуоресцентных маркерах ДНК асимметричного цианинового семейства.
- 1993 : первое упоминание SYBR green I компанией Molecular Probes в биопробах № 18 (онлайн-выпуск до 23, подлежит проверке).
- 1994 : первые исследования характеристик sybr green I, проведенные Джином X.
- 1994 : первое мечение ДНК и РНК с помощью SYBR green I на полиакриламидном электрофорезном геле работы Singer VL.
- 1995 : первая маркировка продукта от-ПЦР на агарозном электрофорезном геле компанией Schneeberger CS.
- 1995 : первое открытие коротких тандемных повторов на полиакриламидном геле с нерадиоактивным методом, проведенное Морином ПА.
- 1995 : первое обнаружение чувствительных к гелю нуклеаз с помощью SYBR green I с помощью Jin X.
- 1995: первое использование в капиллярном электрофорезе Скейдсволлом Дж.
- 1997 : подана заявка на патент США № 5658751 на асимметричные цианины компанией Molecular Probes. SYBR green I, по-видимому, является компонентом № 937.
- 1997 : первое обнаружение поврежденных ДНК на агарозных гелях в импульсных полях с помощью Kiltie AE.
- 1998: первая количественная оценка активности нуклеаз при радиальном рассеянии Ясудой т.
- 2000 : обнаружение вирусов с помощью проточной цитометрии с использованием SYBR green I от Brussaard CP.
- 2001 : количественная оценка двухцепочечной ДНК в неочищенных экстрактах на образцах окружающей среды с помощью Bachoon DS.
- 2004: публикация структуры и изменчивости спектра излучения SYBR green I от Zipper H.

## Похожие цианиновые красители
- PicoGreen (PG)
- SYBR Safe
- SYBR Gold
- Thiazole orange (TO)
- Oxazole yellow (YO)
- Safe-Green
- Chai Green